# Samu (előember)
Samu (latinul: Homo erectus seu sapiens paleohungaricus) néven ismert Európa egyik legidősebb – mintegy 350 ezer évvel ezelőtt élt – előembere, amelynek csontmaradványai a Vértesszőlős melletti mésztufabányából kerültek elő. (Részletesen lásd: Vértesszőlős Őstelep szócikkben.) Faji besorolása meglehetősen esetleges, a korban a heidelbergi ember élt, amelyik se nem H. erectus, se nem H. sapiens, hanem önálló fajnéven Homo heidelbergensis. A fogak és a tarkócsont nem tér el a heidelbergi emberek ismert leleteitől.

## Felfedezése
Az előemberi telephelynyomokat 1962-ben Pécsi Márton találta meg.
1965 nyarán, Vértes László ásatásai során,  napvilágra került egy körülbelül 350 ezer éves ősember nyakszirtcsontja és két gyermekfog.
A maradványok megtalálásakor, augusztus 21-én, Sámuel napja volt, ezért az itt élt embert „Sámuel”-nek keresztelték. (Részletesen: Vértesszőlős Őstelep). Közszájon elterjedt – kedveskedő hangvételű – elnevezése: Samu.

## Tulajdonságai
Samu a Homo erectus (magyarul: „felegyenesedett ember”) faj késői képviselője volt (Homo erectus seu sapiens paleohungaricus), amely átmenetet képez a még csak felegyenesedő előember és a már értelmes ősember között.
A fejlettségéhez képest intelligens volt: kavicsból készült eszközöket használt, ismerte és használta a tüzet, zsákmányai között nagy testű állatok is voltak.

## Múzeuma
Az előemberleletek másolatai a Nemzeti Múzeum: Vértesszőlős Őstelep elnevezésű helyi kiállítóterületén láthatók.
Eredeti környezetükben kiállított másodpéldányokban tekinthetők meg Samu nyakszirtcsontja, lábnyoma, csont-, kvarcit- és kovakő eszközei, tűzhelye, valamint két ismeretlen eredetű zápfog, egy kardfogú tigris szemfogai és néhány ősnövényfaj.

### A kiállított másolatok megrongálása
2009. elején egy 14 éves lány vandál módon feldúlta a Vértesszőlősi múzeum kiállítását. A helyi általános iskola tanulója a saját lakásukhoz használt egyik kulccsal nyitotta ki a Magyar Nemzeti Múzeum bemutatóhelyét, és ott a barátaival „szórakozott". Az ablakokra és a vitrinekre együttesek neveit firkálták, és széttaposták a Samunak elnevezett vértesszőlősi előember maradványainak másolatát. Ezen kívül több eredeti értéket is tönkretettek.